# Scally Milano
Scally Milano (настоящее имя — Дании́л Владисла́вович Дми́триев, род. 25 марта 2002, Березники, Пермская область) — российский рэпер. Привлёк внимание публики своим провокационным стилем и музыкой, затрагивающей спорные темы. Музыка Scally Milano часто описывается как смесь абсурда, пошлости и провокации. Его песни вызывали споры и критику за вульгарный и провокационный характер текстов. Аудитория исполнителя в основном состоит из подростков в возрасте от 12 до 16 лет.
В начале своей карьеры стал одним из ведущих представителей скам- и детройт-рэпа в российской музыкальной индустрии. Этот стиль характеризуется эксцентричными текстами, оскорбительной риторикой и контентом, поднимающим вопросы наркотиков и сексуальности.

## Биография и творчество
Даниил Владиславович Дмитриев родился 25 марта 2002 года в городе Березники, Пермская область. Дмитриев не получил высшего образования и в подростковом возрасте был вовлечён в мошеннические практики через интернет, в частности, воровство текстов и музыки других исполнителей, которые он представлял как свои собственные. В 2019 году взял псевдоним Scally Milano и начал выпускать треки в жанре рэп.
Популярность к артисту пришла с выходом трека «Мамонт» в 2020 году. Фраза «заскамил мамонта» (которая была эквивалентом старой поговорки «развёл лоха») стала трендом среди молодежи. Степень его известности продолжала расти, и он решил пойти ещё дальше, сделав совместную работу с известным американским рэпером Lil B. Однако, как говорил сам исполнитель, даже в этом случае обошлось без скандала. Он предложил Lil B записать совместный трек и отправил ему два доллара через PayPal. Затем Даниил отредактировал снимок экрана перевода и представил его, как будто было отправлено 400 долларов. Lil B не заметил подвоха, и совместная работа была записана. Кроме того, Скалли утверждает, что получил доступ к почтовому ящику американского рэпера Perp (SpaceGhostPurrp) и начал продавать записи битов и демоверсии песен, которые Perp ранее продавал на форумах.
Scally Milano стал известен своими нецензурными и вызывающими текстами песен. Его музыка считается одним из катализаторов укоренения направлений детройт-рэп и скам-рэп на российской музыкальной сцене, тексты которых фокусируются на теме мелкого мошенничества. Это стало одним из основных трендов в российской музыке 2021 года. В треке под названием «Гнида» рэпер описал свой творческий метод и сказал: «Я получаю миллионы за то, что я — говоритель хуйни». Исполнитель также стал известен своей агрессивной критикой различных личностей и групп, включая украинцев, афроамериканцев, Олега Тинькова и Иосифа Кобзона, а также множества других рэп-исполнителей. В одной из своих песен он сравнил секс с неизвестной партнёршей с фашистами, которые надругались над женщинами в Польше во время Второй мировой войны, что вызвало широкие дискуссии в российских медиа. Последняя волна обсуждений этой песни пришла в ноябре 2022 года, когда в сети появилось видео, на котором две девушки в бикини исполняют нецензурный текст этой композиции. Также артист в 2021 году в своей песне «Поддельные документы» выразил агрессию по отношению к президенту России Владимиру Путину. В ряде пабликов в социальной сети «ВКонтакте», посвящённых рэп-музыке, были размещены фейковые новости о том, что власти предпринимают действия против музыканта и что ему якобы грозит до 15 лет тюрьмы. Помимо этого, Даниил сотрудничал с другими популярными исполнителями, включая OG Buda в альбоме «FreeRio».

## Инциденты
В августе 2022 года, после концерта Detroit Fest, который проходил в «Гигант холле», один из петербургских подростков попал в токсикологическое отделение больницы. Сообщалось, что молодой человек употребил неизвестную ему таблетку, которую ему предложили в туалете. Тогда об этом инциденте не было шума, и внимание общественности к рэперу не было настолько большим. Официальные органы не задавались вопросом, кто такой Scally Milano и какие темы он поднимает в своей музыке. Однако ситуация изменилась в начале февраля 2022 года, когда в TikTok появилось видео, созданное радикальной феминисткой по имени Оля Вернер. В этом видеоролике были представлены нарезки самых мизогинных цитат из песен Даниила, и к ним добавлен комментарий: «И всем похуй. Хотя именно такие экспонаты должны быть первыми в очереди на „отмену“». Это видео вызвало поддержку со стороны других женщин, которые разделяли беспокойство по поводу контента музыканта. В комментариях к видео появилась толпа поклонников Скалли, которые выразили радость от того, что рэпер «заскамил феминисток», и что их реакция только подтверждает правильность его творчества. Таким образом, инцидент стал предметом активных обсуждений в социальных сетях.
22 апреля 2023 года концерт артиста, проводившийся в концертном зале «Гигант холл» в Санкт-Петербурге, был прерван приходом полицейских. Когда сотрудники полиции вошли на сцену и потребовали включить свет в зале, молодёжь в аудитории ответила нецензурной бранью. В ответ на это раздалось объявление сценической команды: «Внимание, работает ГУ МВД по Санкт-Петербургу и Ленинградской области! Готовим документы, организованно все на выход!». Произошедшее было связано с работой управления по контролю за оборотом наркотиков, и это вызвало понимание, учитывая тематику и контент песен Scally Milano, часто касающихся темы наркотиков и асоциального поведения. Несколько несовершеннолетних посетителей концерта были задержаны и предположительно подвергнуты медицинскому освидетельствованию, хотя некоторые родители отказались от этой процедуры. Вскоре после инцидента в социальных сетях начали появляться слухи о том, что на концерте рэпера умерла несовершеннолетняя девочка от передозировки наркотиков. Эта информация привлекла внимание главы Лиги безопасного интернета Екатерины Мизулиной, которая заявила, что организация будет стремиться к привлечению исполнителя к ответственности за предполагаемое склонение несовершеннолетних к употреблению наркотиков. Впоследствии Мизулина отредактировала свои посты, уточнив, что девочка осталась живой. Сам исполнитель в своём Telegram-канале призвал не верить слухам о смерти посетительницы концерта и сообщил, что его команда пытается выяснить причины прерывания выступления. Он воздержался от дополнительных комментариев. Однако Екатерина Мизулина продолжила свою критику в отношении Scally Milano, утверждая, что артист активно пропагандирует наркотики и противоправное поведение. Это высказывание вызвало дальнейшие дискуссии о влиянии музыки и текстов песен исполнителя на молодёжь. В ответ на возросшее давление и критику, Scally Milano опубликовал заявление, в котором выразил сожаление за свои прошлые творческие решения и заявил, что намерен изменить направление своей музыки на более «позитивное». Он также подчеркнул, что не выступал против своей родины и не поддерживал войну. Следующим этапом было исчезновение некоторых треков Scally Milano с российских музыкальных платформ, таких как «Говоритель хуйни», «Мошенник» и «Russian Scam». Scally Milano выпустил новый сингл «Дай мне шанс» в сотрудничестве с Uglystephan, который был воспринят как его попытка изменить свой стиль в ответ на критику, однако реальные мотивы этой песни оставались неясными.

## Дискография
По информации из Spotify.

### Полноформатные альбомы
- «scally_milano_hexd_mix.mp3» (2020)
- «ХАМЕЛЕОН (CHAMELEON)»  (2020)
- «Хамелеон»
- «Russian Scam» (2020)
- 159 (2020)
- Money Counter Music (2021)
- «Пропаганда денег» (2022)
- Really Rich (2022)[8]
- «Проблемный ребёнок» (2023)
- «Искусство» (2024, совм. с. Uglystephan)

### Мини-альбомы
- Onion (2021)[9]

### Синглы
- «URAL» (2021, совм. с Flesh)
- «Котлета» (2021, совм. с Bushido Zho)
- «Я хочу тебя трахать» (2022, совм. с Uglystephan)
- «Подкован» (2022)
- «Codeine» (2022, совм. с Паша Техник)
- «Заберу» (2022, совм. с Uglystephan)
- «Дай мне шанс» (2023, совм. с Uglystephan)
- «Я не хочу жить в Дубае» (2023)
- «Вампир» (2023, совм. с Uglystephan)
- «джерк или детроит хз» (2024)
- «Туда Сюда Миллионер» (2024, совм. с Uglystephan)
- «Ты знала» (2024, совм. с Uglystephan)
- «Русская Кукла» (2025, совм. с Voskresenskii)
- «КУ-КУ» (2025)